# Canavesiella lanai
Canavesiella lanai es una especie de escarabajo del género Canavesiella, familia Leiodidae. Fue descrita por Pier Mauro Giachino en 1993.

## Distribución
Se encuentra en Italia.